# Antevorte
Antevorte é a deusa do futuro na mitologia romana.
Antevorte sabe de tudo o que acontecerá e pode mudar a qualquer momento o futuro. Essa deusa não tem versão grega, sendo 100% romana. 